# Вайшешика
Вайшешика (санскр. वैशेषिक, IAST: vaiśeṣika, «отличный, выделяющийся») — шестая система (школа) индийской философии (Миманса, Веданта, Йога, Санкхья, Ньяя, Вайшешика); приписывается мудрецу Канаде (III—II вв. до н. э.), настоящее имя которого — Улука, прозвище Канада означает «пожиратель атомов». Система получила название от слова «вишеша» («различие»; «особенность»). Вместе с системой Ньяя мудреца Готамы, самая распространённая в Индии; обе системы довольно долго рассматривались нераздельно, они особенно много занимаются вопросом о познании, из-за чего их длительное время считали логическими системами, хотя их главное значение — философское.
Вайшешика содержит атомистическую теорию: мир, по её учению, происходит из атомов, соединившихся друг с другом по воле высшего существа. Познание же достигается при помощи шести положительных (бхава) общих категорий мышления: субстанция, качество, действие, общность, различие и согласие. Седьмая категория — отрицание (абхава). Изложение дано в тексте «Вайсешика-сутры».
Импульсом системы вайшешика является её враждебное отношение к буддистскому феноменализму. Признавая буддистскую точку зрения на источники познания: восприятие и логический вывод, вайшешика в то же время считает, что души и субстанции являются непреложными фактами. Она не связывает себя с проблемами теологии.

## Вайшешика иньяя
Смежной вайшешике системой философии является ньяя. Обе системы ставят перед человеком одну и ту же цель — освобождение индивидуального я. Они считают незнание коренной причиной всякой боли и страдания, а освобождение — абсолютным прекращением страданий, которое должно быть достигнуто через правильное познание реальности. Однако между ними существуют и некоторые различия, сводящиеся в основном к двум пунктам.
Во-первых, если наяйики признают четыре независимых источника познания — восприятие, логический вывод, сходство и свидетельство, то вайшешики — только два: восприятие и логический вывод, сводя к ним сходство и устное свидетельство.
Во-вторых, наяйики признают шестнадцать категорий, считая, что они исчерпывают всю реальность и включают все категории, принятые в других философских системах; система же вайшешики признает только семь категорий реальности, a именно: субстанция (дравья), качество (гуна), действие (карма), всеобщность (саманья), особенность (вишеша), присущность (самавая) и небытие (абхава). Категория буквально понимается как объект, обозначенный словом.

## Онтология
Философы-вайшешики разделяют все объекты, обозначенные словами, на два класса — бытие и небытие. В класс бытия включается всё, что есть, или все положительные реальности, как, например, существующие предметы, ум, душа и т. д. В свою очередь, класс небытия объединяет все отрицательные факты, например, несуществующие вещи. Существует шесть видов бытия, то есть шесть видов положительных реальностей: субстанция, качество, действие, всеобщность, особенность, присущность. Позднейшие вайшешики добавляют к ним седьмую категорию — небытие, которая обозначает все отрицательные факты.